# Die Kölner Schreinprozession 1948
Die Kölner Schreinprozession war eine Prozession, die am 15. August 1948 als Auftaktveranstaltung im Rahmen der 700-Jahr-Feier der Grundsteinlegung des Kölner Doms in Köln stattfand. Neben dem Schrein der Heiligen Drei Könige wurden acht weitere Kölner Reliquienschreine mitgeführt.

## Reliquienprozessionen in Köln
Reliquienprozessionen stellen nicht nur einen Teil der Frömmigkeits-, sondern auch der Kulturgeschichte der jeweiligen Städte dar. In Köln sind beispielsweise Prozessionen nachweisbar, in denen die Schreine der Kölner Heiligen zum Dom und somit zum Dreikönigsschrein gebracht wurden. So sollten die versammelten Kölner Heiligen in der jeweiligen Notsituation bei Gott Fürsprache für die Stadt und das Erzbistum halten. Belege für derartige Prozessionen finden sich u. a. für das Pestjahr 1428 und für die Zeit des Dreißigjährigen Krieges, in dessen Verlauf drei Prozessionen in den Jahren 1634, 1639 und 1644 stattfanden, in denen bis zu 34 Reliquienschreine mitgeführt wurden. Zu solchen großen Reliquienprozessionen kam nicht nur die Bevölkerung Kölns zusammen, sie zogen genauso das Volk aus der weiteren Umgebung der Stadt an.
Im 20. Jahrhundert fanden in Köln auch Schreinprozessionen im Rahmen von Feierlichkeiten statt: Am 15. August 1948 bildete eine Schreinprozession den Auftakt zur 700-Jahr-Feier der Grundsteinlegung des Kölner Doms. Auf diese Prozession folgte am 17. August 1980 eine weitere Schreinprozession von der Agneskirche zum Dom anlässlich der 100-Jahr-Feier der Vollendung des Kölner Doms nach 632-jähriger Bauzeit am 15. Oktober 1980. Fünf Jahre später, im Jahr der romanischen Kirchen in Köln 1985, fand wiederum eine große Bittprozession statt. Hier wurden die mitgeführten Schreine und Reliquiare aus den romanischen Kirchen Kölns aus konservatorischen Gründen zu ihrem Schutz bereits unter Glas transportiert. Inzwischen werden aus eben diesen Bedenken viele der „in ihrem Bestand gefährdeten großen Schreine und Reliquiare“ nicht mehr so häufig zu Prozessionszwecken aus ihren jeweiligen Gotteshäusern entfernt. Dennoch hält man auch in Kölner Pfarreien am Brauchtum der Reliquienprozessionen und damit an der Verehrung der Heiligen im öffentlichen Leben fest. So finden beispielsweise jährlich Schreinprozessionen im Rahmen des Severinus- bzw. des Kunibertsfestes statt, bei denen Gläubige mit den entsprechenden Schreine durch die Straßen der Stadtviertel ziehen.

## Hintergrund
Die 700-Jahr-Feier der Grundsteinlegung des Kölner Doms 1948 erstreckte sich über eine ganze Woche vom 14. bis 22. August. Mit der Feier sollte nicht nur für das zerstörte Köln und dessen Bürger ein Zeichen gesetzt werden, sondern auch ein Signal für ganz Deutschland und die Welt gegeben werden, dass man einen Neubeginn anstrebte. Um sich vom Dritten Reich und seinen Ideologien zu distanzieren, setzte man verstärkt auf die Wirkung alter christlicher Werte.
Wie schon zu Zeiten der Französischen Revolution und des Ersten Weltkrieges, als die Schreine der Gefahr ausgesetzt waren, geraubt oder zerstört zu werden, hatte man sie auch während des Zweiten Weltkrieges versteckt gehalten. Das Domjubiläum nahm man so zum Anlass, die großen Heiligenschreine aus Kölner Kirchen wieder zurück an ihre ursprünglichen Aufbewahrungsorte zu bringen. Außerdem sollte die Zurschaustellung der kostbaren Schätze in Form der großen Schreinprozession der Kölner Bevölkerung einerseits neue Hoffnung und Lebensmut in ihrem tristen und harten Alltag geben, und andererseits den Eindruck vermitteln, dass die Heiligen wieder Besitz von ihrem Köln ergreifen. Die Reliquien versinnbildlichten dabei die Kraft des Glaubens, auf der der erhoffte Neubeginn ruhen sollte, wobei die Heiligen „als Garanten für Frieden und Freiheit […] und Helfer in aller Not“ galten.

## Durchführung
Ausgangspunkt der Schreinprozession war St. Maria Lyskirchen, wo der Schrein der Heiligen Drei Könige in den dort ankommenden Zug der anderen acht Heiligenschreine, die vom Krankenhaus in Hohenlind aus kamen, eingereiht wurde. Jener Schrein folgte somit dem gleichen Weg, den die Reliquien der drei Weisen bei der Überführung 1164 durch Rainald von Dassel zurückgelegt hatten. Von Maria Lyskirchen aus zog die Prozession über den Heumarkt und den Alter Markt Richtung Dom. Der von Menschenmengen gesäumte Weg glich einer „via triumphalis“.
Die umfangreichen Vorbereitungen für die Feier trug hauptsächlich das Kölner Metropolitan-Kapitel. Man hatte mit etwa 500.000 Menschen gerechnet, die kommen würden. Laut Presseangaben schätzte man das Publikum auf 250.000 bis 500.000 Zuschauer am Prozessionsweg. Diese suchten sich u. a. auch an riskanten Orten wie Trümmerresten und Ruinenbergen Plätze, um eine für sie optimale Sicht auf die Prozession und die mitgeführten Schreine der Heiligen zu erhalten, die während der Kriegsjahre für die Bevölkerung unzugänglich an sicheren Orten versteckt aufbewahrt worden waren.
Kardinal Frings war es wichtig gewesen, neben hohen kirchlichen Würdenträgern aus Deutschland nicht nur Kardinäle aus den wichtigsten europäischen Erzbistümern zu Gast zu haben, sondern auch einen päpstlichen Legaten aus dem Vatikan als persönlichen Vertreter Papst Pius XII. begrüßen zu können. Als Ausdruck der Wertschätzung von Kardinal Frings und seiner Idee eines Neubeginns für Deutschland und einer engeren Verbindung mit den Christen der Nachbarländer, folgten viele kirchliche Vertreter seiner Einladung. Als Vertreter des Papstes war Clemente Kardinal Micara geschickt worden, der mit seinem Gefolge nach Köln reiste.

## Prozessionsordnung
Zur Abfolge der Prozessionsordnung gibt es detaillierte Aufzeichnungen. Nach Dekanaten geordnet und auf offenen, mit Blumen geschmückten Lastwagen aufgebaut, wurden die Schreine von acht für die Stadt Köln bedeutenden Heiligen mitgeführt. Zum Schluss folgte der Dreikönigenschrein als Prunkstück und größter Schrein der Prozession. Bei den anderen acht Schreinen handelte es sich um die der Hll. Ursula, Albertus Magnus, Severin, Evergislus, Kunibert, Agilolf, Heribert und Engelbert. Sie wurden von den eingeladenen hohen kirchlichen Würdenträgern, aber auch von weiteren Vertretern kirchlicher Institutionen, des Staates und der Gesellschaft begleitet. Dazu zählte beispielsweise das die Feierlichkeiten ausrichtende Metropolitan-Kapitel, die Geistlichen des Generalvikariates, führende Persönlichkeiten des Priesterseminars und der Universitäten des Landes Nordrhein-Westfalen, Mitglieder der Kölner Stadtvertretung und -verwaltung, sowie Vertreter wichtiger gesellschaftlicher Vereinigungen.
Um den würdevollen Rahmen der Prozession zu unterstreichen, wurden unzählige Fahnen, Leuchter und Vortragekreuze mitgeführt und die Teilnehmer waren in Festgewänder und Uniformen gekleidet, die sich in ihren verschiedenen Erscheinungsformen deutlich von der sie umgebenden Menschenmenge abgrenzten. Die liturgischen Gewänder, wie die auffällige Cappa magna der Kardinäle, sorgten für eine der Bevölkerung fremd gewordene Prachtentfaltung und bildeten einen ungewohnten Kontrast zum Lebensalltag der Menschen in der Nachkriegszeit.

## Reaktionen und Auswirkungen
Die Schreinprozession sowie das gesamte Domfest wurden in den damals vorhandenen Medien dokumentiert und euphorisch kommentiert. Darüber hinaus erschienen beispielsweise „Ein Hörbild auf Schallplatte“, auf dem wichtige Ereignisse des Domfestes, u. a. auch die Reliquienprozession, akustisch festgehalten wurden und ein Dokumentenband des Metropolitan-Kapitels.
Die Festwoche gab der Bevölkerung durch die rege Teilnahme der aus Westeuropa und aus Übersee kommenden Gäste, insbesondere die der ehemaligen Kriegsgegner, neue Hoffnung und vermittelte das Gefühl, trotz der negativen Position Deutschlands als Auslöser des Krieges und der bedrückenden Lebensumstände der Nachkriegszeit wieder international anerkannt zu werden. Der Eindruck eines Neubeginns wurde zusätzlich dadurch verstärkt, dass es sich um das erste große Fest nach der Währungsreform vom 20. Juni 1948 handelte. Durch diese hatte sich die Lebensqualität der Menschen deutlich spürbar verbessert und man traute sich daraufhin eine angemessene Unterbringung und Bewirtung der Gäste zu.
Wie Kardinal Frings es in seinem Hirtenwort zum Domjubiläum vom 14. Juni 1948 formuliert hatte, versprach er sich von den groß angelegten Jubiläumsfeierlichkeiten eine „Neubelebung des Bistumsbewusstseins“, eine engere Verbindung der Kölner Erzdiözese mit dem Heiligen Stuhl in Rom sowie eine engere Beziehung zu den Christen der benachbarten Länder. Der Gedanke des religiös geeinten, christlichen Abendlandes des 13. Jahrhunderts sollte zumindest kurzzeitig wiederbelebt werden. Frings wollte der vom Ostblock her kommenden atheistischen Bedrohung für die Kultur des christlichen Europas entgegenwirken, besonders, da sich in der Nachkriegszeit die Verkehrs- und Nachrichtenmittel rasant entwickelten. Er erhoffte sich aus dem Zusammentreffen der wichtigsten kirchlichen Vertreter in Köln, einer Stadt mit fast 2000 Jahre alter christlicher Kultur, eine Neubelebung der geistigen Einheit Europas.
Darüber hinaus äußerte er am 15. August 1948 in seiner Festpredigt während des Pontifikalamtes im Dom, die sich an die Schreinprozession anschloss, erneut den Wunsch, diese und das gesamte Fest als „ein feierliches Glaubensbekenntnis (…) in einem Augenblick [zu sehen], da die Welt an einem Wendepunkt steht, ob sie von neuem in die Gräuel, in den Wahnsinn eines Krieges sich stürzen will oder ob sie im Frieden leben will“.
Dass diese vom Erzbischof geäußerten Hoffnungen und Wünsche in Erfüllung gingen, zeigt die Tatsache, dass die katholische Kirche die Bevölkerung trotz anfänglicher Schwierigkeiten aufgrund wirtschaftlicher Not und den Auswirkungen der Nazi-Ideologie auf das Christentum wieder verstärkt anziehen konnte. Die Anzahl der wieder in die Kirche eintretenden Gläubigen in Köln stieg stark an und es engagierten sich immer mehr Laien im Dienst der Kirche, beispielsweise als Religionslehrer oder Katecheten.
Rückblickend betrachtet war die Schreinprozession im Rahmen des Dombaufestes für die Kölner Bevölkerung und auch für ganz Deutschland ein Erfolg, der half, das Ansehen des Kriegsfeindes in den Augen seiner Nachbarn wieder aufzubauen und neue Hoffnung und Kraft für eine friedliche Zukunft zu geben.